# Doratulina rubrofasciata
Doratulina rubrofasciata är en insektsart som beskrevs av Matsumura 1914. Doratulina rubrofasciata ingår i släktet Doratulina och familjen dvärgstritar. Inga underarter finns listade i Catalogue of Life.